# Puente Chonhar
El puente Chonhar (ucranio: Чонгарські мости, romanizado: Chonhars'ki mosty),  es también transliterado y conocido del ruso como Puente Chongar (ruso: Чонгарские мосты, romanizado: Chongarskiye mosty) es un puente ferroviario y una presa que atraviesa el río Syvash. El puente forma parte de la línea ferroviaria Novooleksiivka-Dzhankoi y forma parte de la autopista M18. También hay un puente de carretera abandonado a decenas de metros.

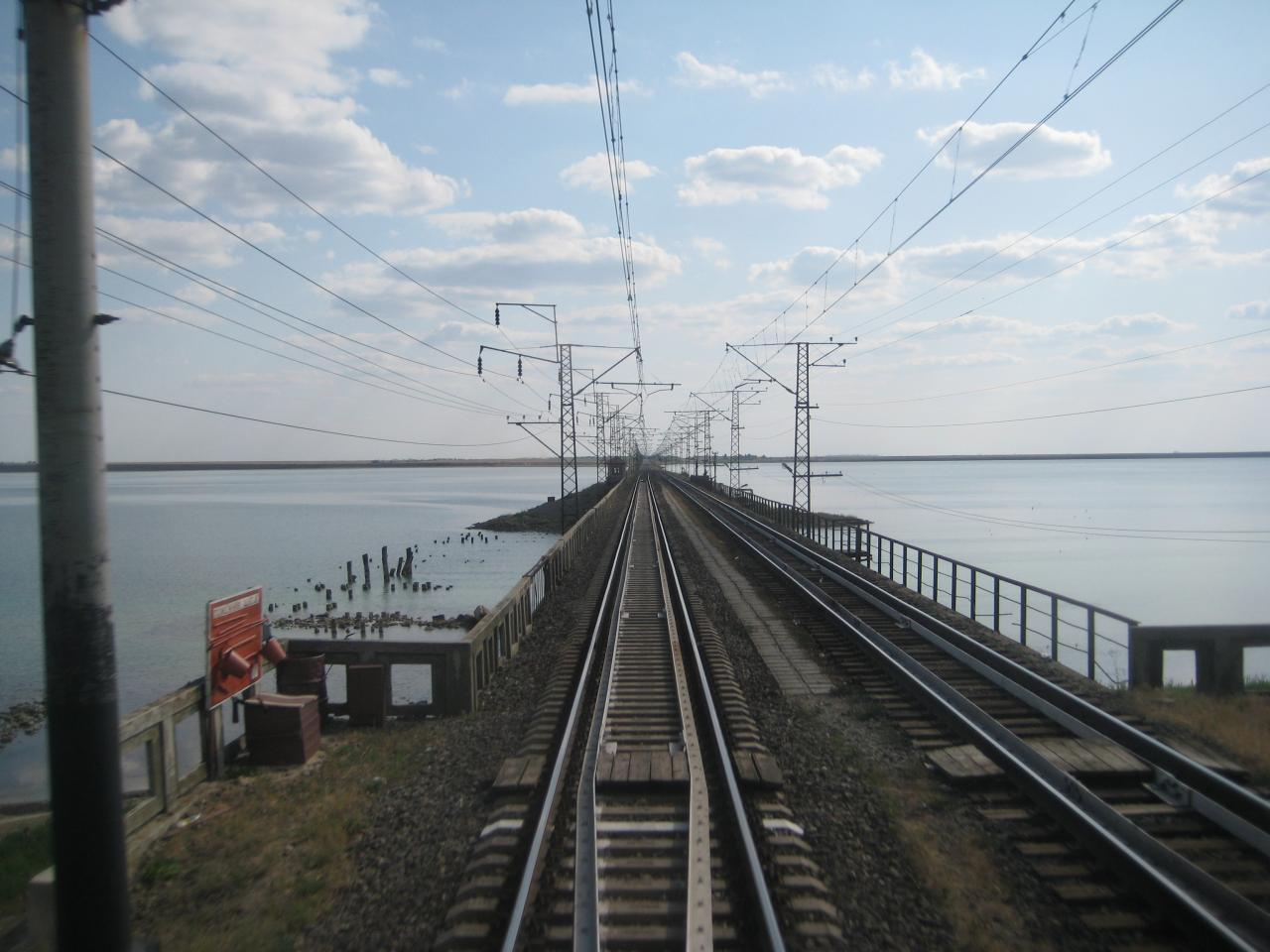
Puente y presa de Chonhar vistos desde el norte

## Historia
Después de que el Imperio Ruso anexó el Kanato de Crimea en 1783, comenzaron una serie de proyectos de infraestructura para mejorar el transporte en la península, conocido como el proyecto "puerta de entrada a Crimea".  Se estimó que el puente se construyó a principios del siglo XIX, ya que se incluyó en un mapa de 1836 y se convirtió en una segunda ruta terrestre para acceder a Crimea además del Istmo de Perekop.
Durante la Guerra de Crimea en la década de 1850, el puente Chonhar se volvió inmensamente importante para los defensores rusos y proporcionó un paso crucial para los suministros al ejército. Uno de los equipos al mando del general ruso Dmitry Lobanov-Rostovsky defendió con éxito el puente contra los ataques enemigos.
Durante la Operación Crimea en la Guerra Ucraniano-Soviética en 1918, el ejército ucraniano atacó el Puente Chonhar.
En 2014, en respuesta a la anexión rusa de Crimea, el gobierno ucraniano colocó minas en el extremo ucraniano de varios puentes que conectan Ucrania continental con Crimea, incluido el puente Chonhar. Esta estrategia evitó con éxito que las fuerzas rusas se extendieran más allá de Crimea.

## Invasión rusa de Ucrania
El 25 de abril de 2022, durante la invasión rusa de Ucrania, el Estado Mayor de las Fuerzas Armadas de Ucrania anunció que el puente Chonhar había sido minado y que los ucranianos estaban en desventaja de 1 a 15 frente al avance ruso. Posteriormente hubo afirmaciones de que el puente había sido desminado, lo que el Estado Mayor negó.
El 10 de agosto de 2022, se produjo un incendio cerca del extremo sur del puente y fue causado por una explosión en la cercana Chonhar.
El 22 de junio de 2023, alrededor de las 5 de la tarde, hubo informes de que el ejército ucraniano estaba llevando a cabo operaciones de contraofensiva en la región. Según investigaciones de los restos del puente y áreas cercanas, era probable que el ejército ucraniano atacara el puente con misiles Storm Shadow suministrados por los británicos. Este ataque fue confirmado por un representante del Estado Mayor unas dos semanas después.
Dado que se trata de una de las pocas conexiones terrestres entre la Ucrania continental ocupada, la destrucción de estos puentes planteó un gran desafío para la logística rusa en la guerra.
En la mañana del 29 de julio de 2023, el ejército ucraniano atacó con éxito posiciones rusas cerca del puente y una vez más interrumpió su logística, especialmente de armamento y alimentos. Estos informes fueron rápidamente confirmados por el comando estratégico de las Fuerzas Armadas de Ucrania.
El 6 de agosto de 2023, la Fuerza Aérea de Ucrania utilizó aviones de combate Su-24 para disparar misiles Storm Shadow hacia el puente Chonhar y Henichesk, lo que provocó una grave destrucción de ambos puentes.

## Descripción
El puente ferroviario de Chonhar es un puente de doble vía y consta de una estructura que se extiende al norte del estrecho de Chonhar y también de una presa que atraviesa el propio Syvash.
Desde el 27 de diciembre de 2014, el gobierno ucraniano ordenó la suspensión de la conexión ferroviaria en el puente debido a la anexión rusa. Posteriormente, la red de contactos fue desmantelada y luego cubierta con alambre de púas para evitar su uso por parte de Rusia.

El puente actual atraviesa el estrecho de Chonhar, conectando la península de Chonhar en el continente con la península de Tiup-Dzhankoi en Crimea. Este estrecho cuenta con dos nuevos puentes de carretera (Nuevo Puente Chonhar y Puente Jersón), situados en la autopista M18. El antiguo puente de Chonhar se encuentra al sur de este puente y se encuentra en mal estado.
En ambas costas del puente Chonhar, el área está llena de posiciones e instalaciones de defensa de la Segunda Guerra Mundial en el  Frente oriental (Segunda Guerra Mundial). En 2014, tras la anexión rusa de Crimea (Anexión de Crimea por la Federación Rusa), los militares de ambos lados construyeron nuevas defensas. Antes de la invasión rusa en 2022, los ucranianos operaban un puesto de control en el extremo ucraniano del puente Chonhar, y los rusos operaban uno en su extremo del puente Jersón.